# Navia albiflora
Espèce
Classification phylogénétique
Navia albiflora est une espèce de plante de la famille des Bromeliaceae, endémique du Venezuela.

## Historique
L'espèce est décrite dès 1960 par Lyman Bradford Smith, Julian Alfred Steyermark et Harold Ernest Robinson mais n'est pas reprise dans l'ouvrage de 1971 Flora de Venezuela par Smith.

## Distribution
L'espèce est endémique de l'État d'Amazonas au Venezuela.